# Telluridy

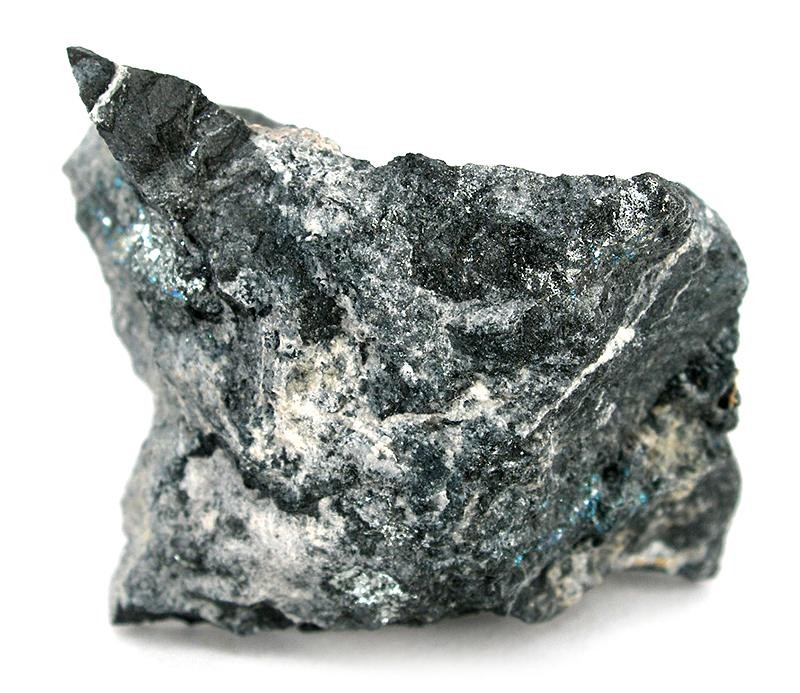
Altait, jeden z minerálních telluridů, lze nalézt i v Česku

Tellurid je chemická sloučenina telluru s elektropozitivnějším prvkem, tellur zde má vždy oxidační číslo Te−II. Jedná se o soli kyseliny tellanové.
Telluridy nejsou ekonomicky příliš významné. Tellurid kademnatý (CdTe) se ale používá ve fotovoltaice a tellurid bismutitý (Bi2Te3) spolu s telluridem olovnatým (PbTe) mají výborné termoelektrické vlastnosti.

## Anorganické telluridy
Je známo mnoho telluridů odvozených od kovů, některé z nich se řadí i mezi minerály. Mezi takové patří např. sloučeniny telluru se zlatem, calaverit s krenneritem (AuTe2) a sylvanit (AgAuTe4), jež zahrnují většinu přírodních sloučenin zlata. Mimo ně pak existuje např. tellurid olovnatý (PbTe), který se vyskytuje jako minerál altait.

## Organické telluridy

Struktura dimethyltelluridu

Telluridy též označují skupinu organických sloučenin odvozených od Te−II. Jedním z nich je dimethyltellan, který vzniká metylací telluridových solí:
2 CH3I + Na2Te → (CH3)2Te + 2 NaI